# Lången (Rinna socken, Östergötland)
Lången är en sjö i Boxholms kommun i Östergötland och ingår i Motala ströms huvudavrinningsområde. Sjön har en area på 0,588 kvadratkilometer och ligger 169,3 meter över havet.

## Delavrinningsområde
Lången ingår i det delavrinningsområde (645947-145173) som SMHI kallar för Mynnar i Svartån. Medelhöjden är 156 meter över havet och ytan är 59,76 kvadratkilometer. Räknas de 6 avrinningsområdena uppströms in blir den ackumulerade arean 155,4 kvadratkilometer. Lillån som avvattnar avrinningsområdet har biflödesordning 3, vilket innebär att vattnet flödar genom totalt 3 vattendrag innan det når havet efter 134 kilometer. Avrinningsområdet består mestadels av skog (69 procent) och jordbruk (20 procent). Avrinningsområdet har 1,42 kvadratkilometer vattenytor vilket ger det en sjöprocent på 2,4 procent.